# The Great Mass
Albums de Septic Flesh
Communion
(2008)
The Great Mass est le huitième album studio en date du groupe de death metal grec Septic Flesh, paru en avril 2011.

## Liste des pistes
| No  | Titre                     | Durée |
| --- | ------------------------- | ----- |
| 1.  | The Vampire From Nazareth | 4:09  |
| 2.  | A Great Mass of Death     | 4:47  |
| 3.  | Pyramid God               | 5:14  |
| 4.  | Five-Pointed Star         | 4:34  |
| 5.  | Oceans of Grey            | 5:12  |
| 6.  | The Undead Keep Dreaming  | 4:30  |
| 7.  | Rising                    | 3:17  |
| 8.  | Apocalypse                | 3:56  |
| 9.  | Mad Architect             | 3:36  |
| 10. | Therianthropy             | 4:29  |